# St. Johannes der Täufer (Leonberg)

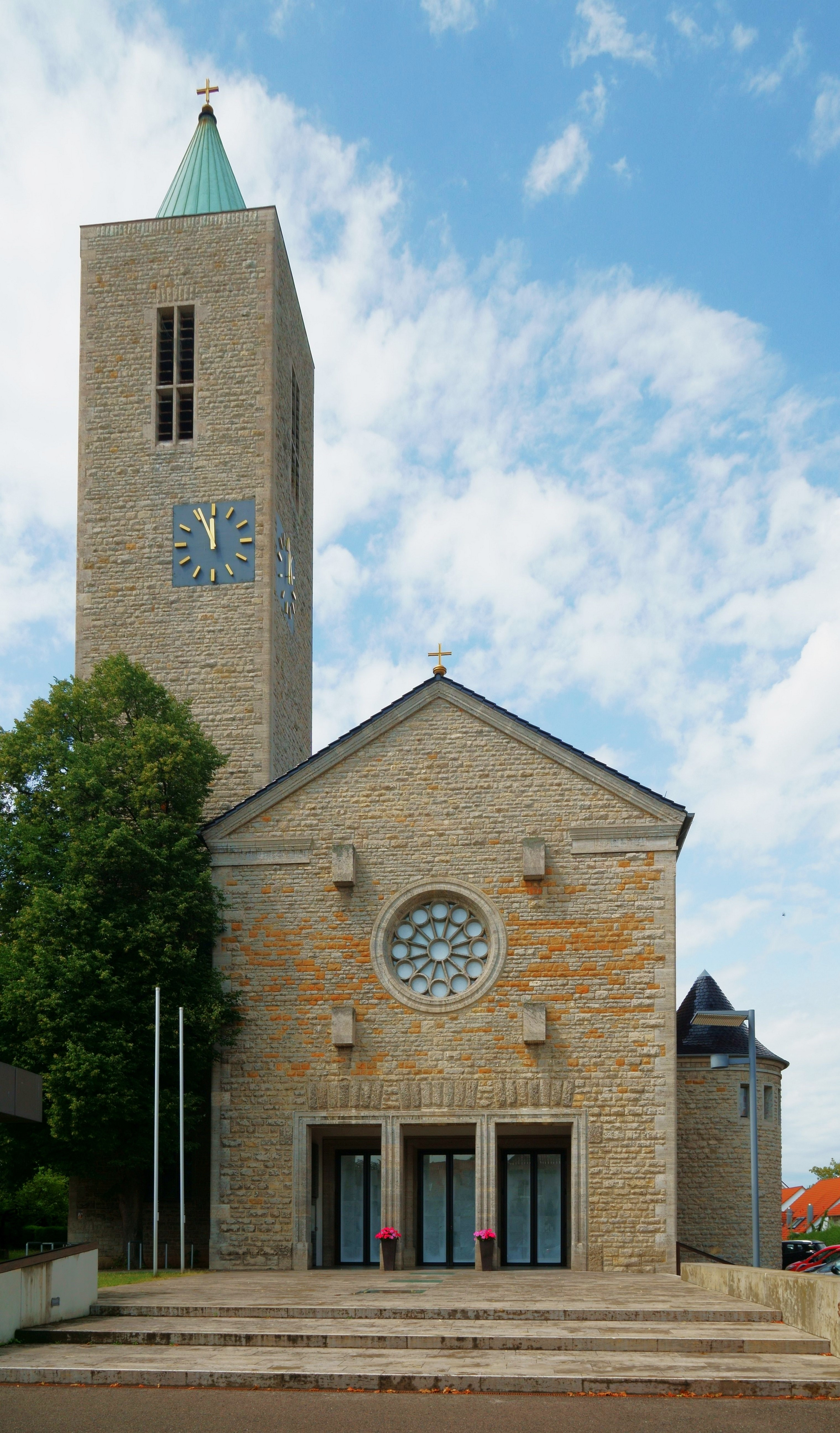
St. Johannes der Täufer in Leonberg

Die römisch-katholische Pfarrkirche St. Johannes der Täufer steht in Leonberg, einer Stadt im Landkreis Böblingen in Baden-Württemberg. Das Bauwerk ist beim Landesamt für Denkmalpflege Baden-Württemberg als Baudenkmal eingetragen. Die Kirchengemeinde gehört zum Dekanat Böblingen der Diözese Rottenburg-Stuttgart.

## Geschichte
Leonberg war über Jahrhunderte hinweg eine überwiegend protestantische Stadt. Die erste katholische Messe nach der Reformation wurde am Palmsonntag 1897 im Gasthaus Krone gefeiert. Wenige Jahre später wurde an der Bahnhofstraße eine kleine Kirche aus Holz errichtet. Am ersten Advent 1901 wurde sie Johannes dem Täufer geweiht. Die katholische Gemeinde in Leonberg zählte damals zur Diaspora. Sie bestand damals aus weniger als 100 Personen und gehörte zur Pfarrei Weil der Stadt. Als die Zahl der Gläubigen wuchs, kaufte die Kirchenpflege das Grundstück, auf dem heute die Kirche St. Johannes d.T. steht.
Durch Geflüchtete und Vertriebene stieg die Zahl der Katholiken in Leonberg nach dem Zweiten Weltkrieg innerhalb weniger Jahre von 600 auf 6.000. Daraufhin gründete die Diözese Rottenburg eine Stadtpfarrgemeinde in Leonberg. Ihr erster Pfarrer war Anton Kner.
Die neue Kirche an der Stohrerstraße wurde 1948 bis 1951 nach einem Entwurf des Architekten Alfred Schmidt erbaut. Die Bauzeit war unter anderem deshalb so lang, weil die Arbeiten im August 1949 für ein Jahr eingestellt werden mussten. Bereits im Juni 1948 hatte die Währungsreform die Finanzierung gefährdet. Bischof Carl Joseph Leiprecht weihte den Neubau am 24. Juni 1951, dem Johannistag. Der Kirchturm war zu diesem Zeitpunkt zwar schon angelegt, aber noch nicht in voller Höhe errichtet. Auch Glocken, Orgel und Heizung fehlten noch. Erst zehn Jahre später, 1961, wurden der 44 Meter hohe Turm vollendet und die Glocken geweiht.

## Beschreibung
Die Basilika im Stil der Romanik ist aus Quadermauerwerk errichtet. Sie besteht aus dem Langhaus mit einem breiten Mittelschiff und zwei schmalen Seitenschiffen, dem eingezogenen, halbrund geschlossenen Chor im Westen und dem mit einem Kegeldach abgeschlossenen Kirchturm an der Südwand des Langhauses. Drei hohe Türen gliedern das Portal an der Ostseite. Über dem Portal befindet sich eine Fensterrose. Der Innenraum der Kirche ist 46 Meter lang und 13 Meter hoch. Der Boden besteht aus Muschelkalk. Im Turm befinden sich die Turmuhr und der Glockenstuhl mit sechs Glocken.

## Umbau

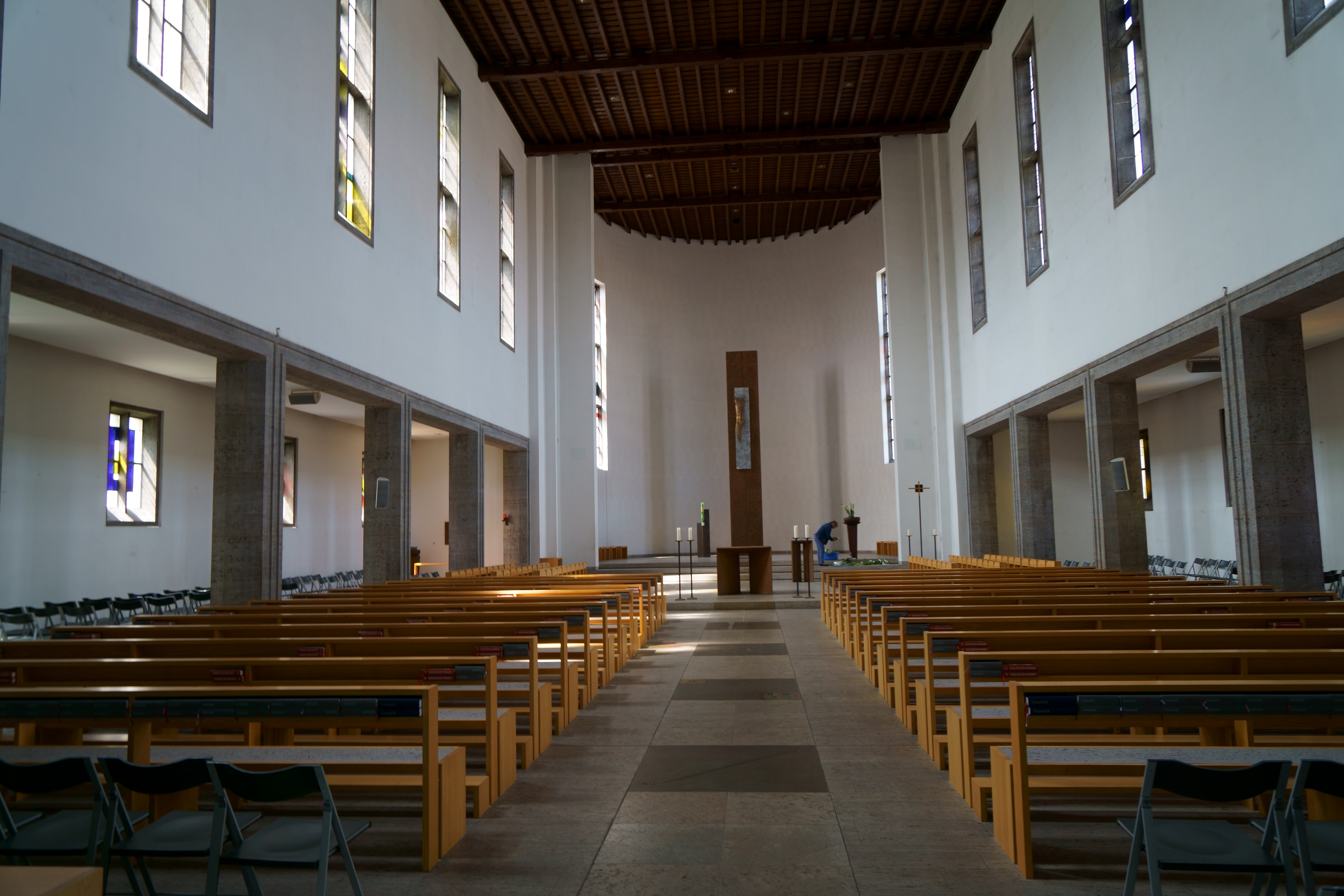
Blick zum Chor

Eine erste Veränderung des Innenraums in den 1970er-Jahren war eine Konsequenz aus dem Zweiten Vatikanischen Konzil: Der Chorraum wurde verändert, Kommunionbank und Kanzel wurden entfernt. Gerhard Tagwerker gestaltete Altar, Ambo, Tabernakel und die Sedilien. Der neue Altar befand sich näher bei den Gläubigen als der alte. Er wurde am 18. Mai 1975 geweiht.

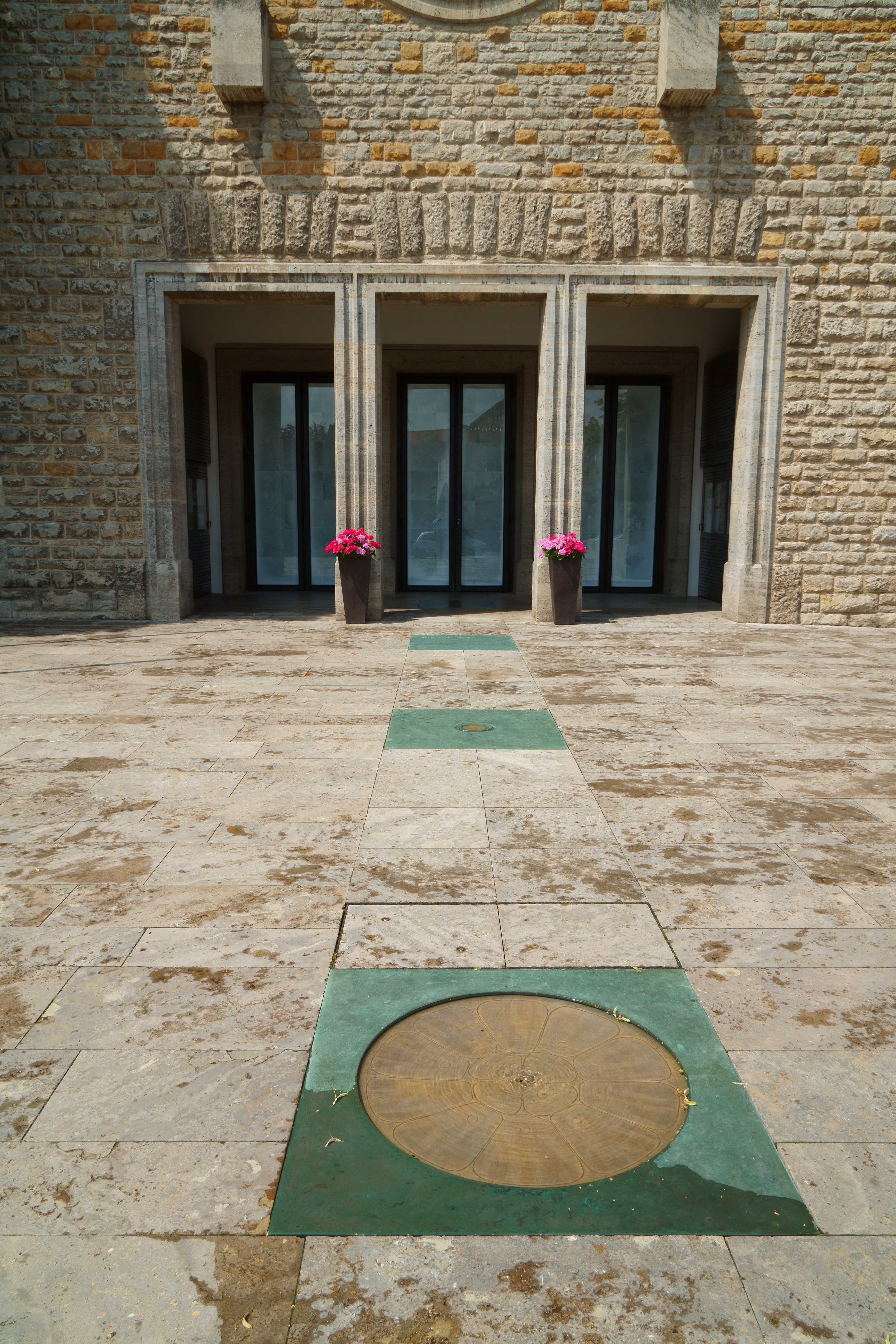
Der „Lebensweg“ führt vom Vorplatz in die Kirche hinein

Ein grundlegender Umbau erfolgte 2004–2005. Das künstlerische Konzept hatte der in Leonberg lebende Bildhauer Matthias Eder gemeinsam mit dem Esslinger Architekturbüro von Odilo Reutter und Dietmar Schneck entwickelt. Ein „Lebensweg“ aus zehn künstlerisch gestalteten Bronzeplatten führt vom Kirchenvorplatz in die Kirche hinein. Er beginnt an einem ebenerdigen Brunnen und mündet in drei geistliche Elemente: den Altar, das in den Boden eingelassene Taufbecken und eine 7,50 Meter hohe Stele als Symbol der Auferstehung. Dieses Konzept erforderte umfangreiche bauliche Änderungen: Der Vorplatz wurde auf das Niveau des Innenraums angehoben, der Chorraum wurde abgesenkt und der Altar wurde in das Mittelschiff vorgezogen. Die Türen des Portals wurden mit Alabaster ausgelegt.
In Zusammenhang mit diesem Umbau erhielt die Kirche auch eine Marienkapelle als Ort des stillen Gebets. Sie enthält eine Madonna im Barockstil und ist in Kobaltblau ausgemalt, das als Symbolfarbe für Jesus‘ Mutter Maria steht.
Auf dem Kirchenvorplatz wurde 2005 ein Funktionsgebäude in Form eines Pavillons errichtet. Dort werden unter anderem die Kindergottesdienste gefeiert.

## Ausstattung

### Altar und Ambo
Der Volksaltar als „Tisch des Brotes“ steht auf einem Podest, das gegenüber dem Kirchenraum um eine Stufe erhöht ist. Die Altarplatte ruht auf zwölf Bronzeplatten, die für die zwölf Apostel stehen. Die Reliquien der Katakombenheiligen Casti und Grati sind nicht in die Mensa des Altars eingemauert, sondern nach urchristlicher Tradition in den Boden eingelassen. Weihbischof Thomas Maria Renz weihte den Altar am 11. Dezember 2005.
Der Ambo ist ähnlich konstruiert wie der Zelebrationsaltar. Der „Tisch des Wortes“ besteht ebenfalls aus Bronze, steht aber nur auf vier Platten. Sie symbolisieren die vier Evangelisten.

### Taufbecken
Das Taufbecken ist als flache, quadratische Bronzeplatte in den Boden eingelassen. Es soll an den Fluss erinnern, in dem der Kirchenpatron taufte.

### Orgel

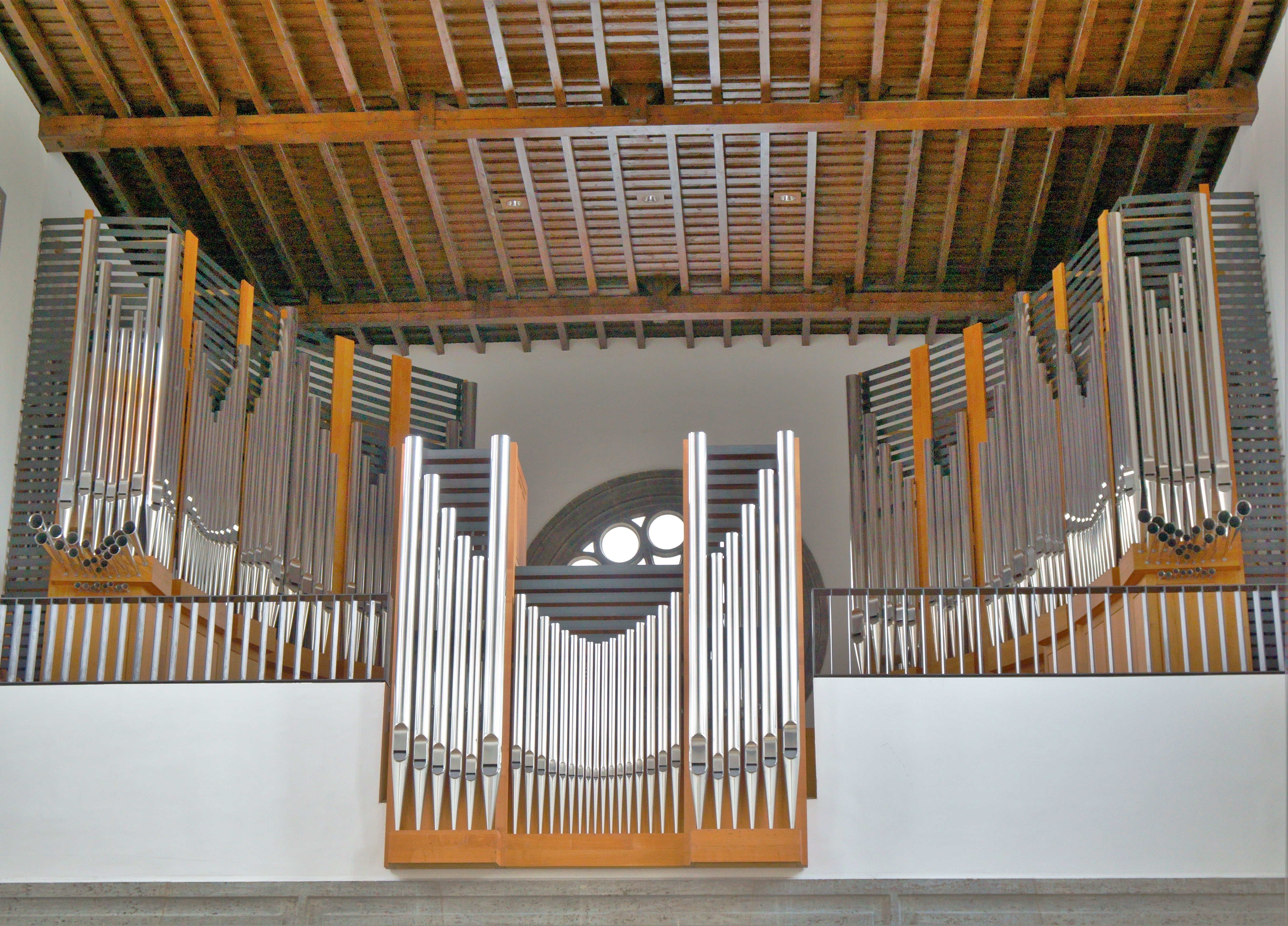
Orgel

Die Orgel auf der Empore im Westen des Mittelschiffs wurde 2007 von der ortsansässigen Orgelbauwerkstatt Mühleisen errichtet. Sie ersetzte ein Instrument aus dem Jahr 1953/1954, das wiederholt während der Gottesdienste ausgefallen war. Ein Orgelsachverständiger riet der Gemeinde daraufhin 1994, eine neue Orgel bauen zu lassen.
Die klangliche Ausrichtung der neuen Orgel orientiert sich am französisch-romantischen Orgelklang nach Aristide Cavaillé-Coll. Das Instrument umfasst vier Orgelwerke mit 50 Registern. Auch die Bauweise des Spieltischs erinnert an Cavaillé-Coll: Die Registerzüge sind in zwei Bögen „amphitheatralisch“ neben den drei Manualen angeordnet.
Die Orgelwerke sind geteilt angeordnet, um die Fensterrose an der Ostwand der Kirche nicht zu verdecken. Pedal, Hauptwerk und Schwellwerk sind in einem Halbkreis gestaffelt angeordnet, das Rückpositiv sitzt vor der Brüstung der Empore.

### Glocken
Das Geläut besteht aus sechs Glocken. Sie wurden in der Glockengießerei Bachert in Heilbronn gegossen und 1961 aufgehängt. Der Kirchturm war kurz zuvor fertig gestellt worden.
| Widmung                 | Gewicht  | Durchmesser | Tonlage | Inschrift |
| ----------------------- | -------- | ----------- | ------- | --- |
| Ecclesia                | 2.860 kg | 164 cm      | H       | „Vater ich habe die Herrlichkeit, die du mir gegeben hast, ihnen gegeben, damit sie eins sind, wie auch wir eins sind.“ |
| Christus – pastor bonus | 1.360 kg | 130 cm      | Dis‘    | „Ich bin der gute Hirt und kenne die Meinen und die Meinen kennen mich. Sie werden meine Stimme hören.“                 |
| Maria unter dem Kreuz   | 0 800 kg | 109 cm      | Fis‘    | „Frau siehe da dein Sohn! Siehe da deine Mutter!“                                                                       |
| Johannes der Täufer     | 0 560 kg | 097 cm      | Gis‘    | „Ich bin die Stimme eines Rufers in der Wüste: Bereitet den Weg des Herrn! Tut Buße, denn das Himmelreich ist nahe!“    |
| Heilige Hedwig          | 0 325 kg | 081 cm      | H‘      | „Heilige Hedwig, führe uns von der Weltliebe zur Kreuzesliebe!“                                                         |
| Adolf Kolping           | 0 230 kg | 073 cm      | cis‘‘   | „Vater Kolping: Eine Familie gründen heißt, ein Gotteshaus bauen.“                                                      |

### Kunstwerke und weitere Ausstattung
Den Kreuzweg malte Siegfried Haas aus Rottweil 1953 als Fresko. Später gestaltete er auch die farbigen Kirchenfenster.
Seit 1955 wird in der Kirche St. Johannes d.T. jedes Jahr eine Weihnachtskrippe des Mannheimer Bildhauers Walter Ohlhäuser (1909 – 2005) aufgebaut. Die Figuren sind 50 Zentimeter groß und tragen Kleidung aus Stoff. Die Krippe wurde 1987 renoviert.